# Melipona crinita
Melipona crinita är en biart som beskrevs av Jesus Santiago Moure och Kerr 1950. Melipona crinita ingår i släktet Melipona och familjen långtungebin. Inga underarter finns listade i Catalogue of Life.